# المتحف المسيحي المبكر بقرطاج

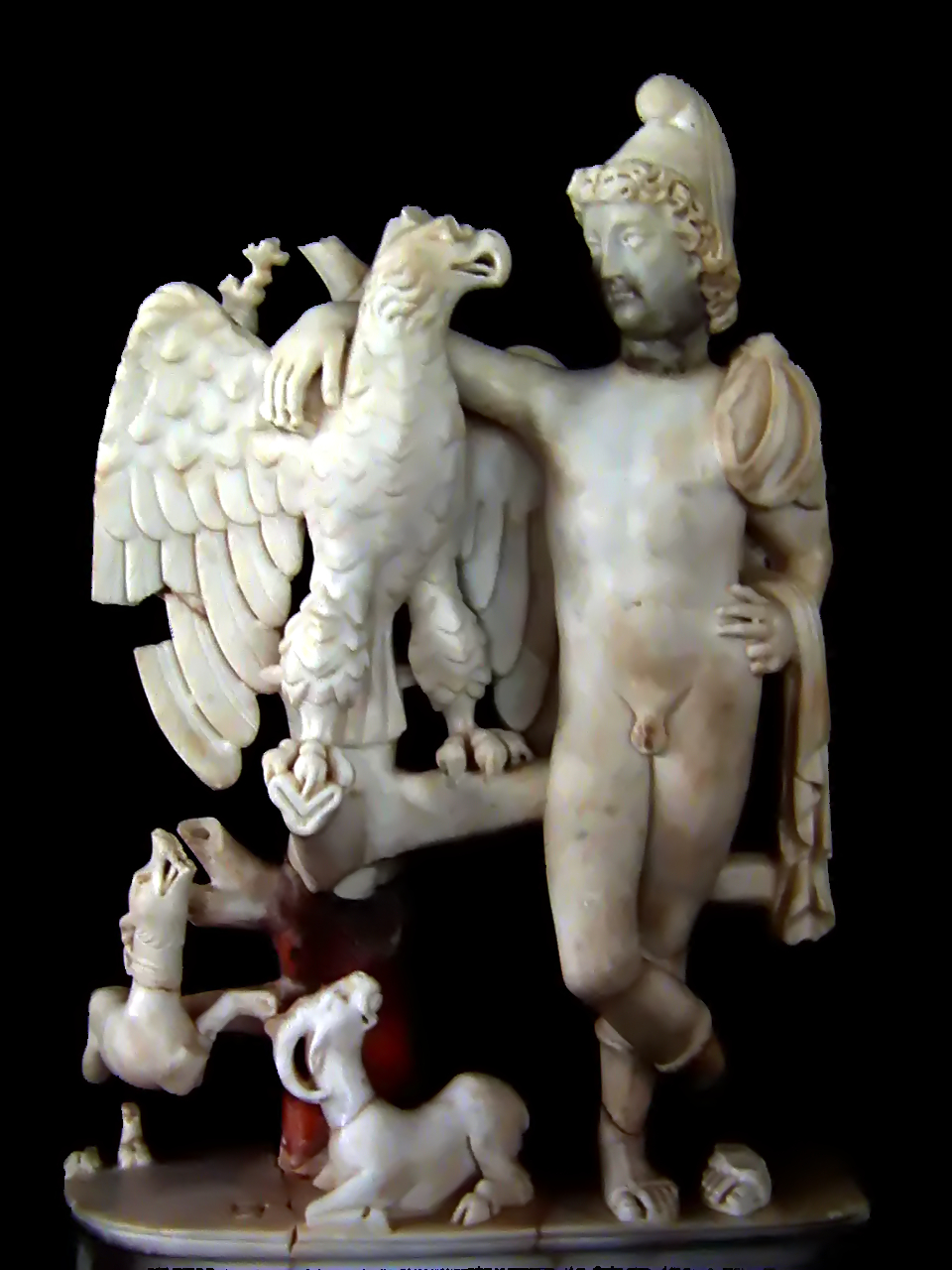
تمثال غانيمادس بالمتحف المسيحي المبكر بقرطاج

المتحف المسيحي المبكر بقرطاج (بالفرنسية: Musée paléo-chrétien de Carthage)‏ متحف يقع بقرطاج درمش، أسس إثر الحفريات التي أقيمت بالموقع الأثري بقرطاج بين 1973 و1987، في إطار الحملة الدولية التي أطلقتها اليونسكو: «يجب انقاذ قرطاج» "Carthage must be saved" سنة 1970 بهدف الحفاظ على الموقع الأثري بقرطاج من النسيان.

يضم المتحف تحفا تعود للحقبتين الرومانية والمسيحية المبكرة (البيزنطية والوندالية...)، بين القرنين الخامس وبداية الثامن الميلاديين.أهمّها تمثال غانيمادس وزيوس (المتمثل في صورة النسر) والتي سُرقت منه في ليلة 3 نوفمبر 2013.
،